# Kasteel van La Motte-Tilly
Het Kasteel van La Motte-Tilly (Frans: Château de La Motte-Tilly) is een kasteel in de Franse gemeente La Motte-Tilly.